# Campeonato Mundial de Ginástica
Campeonato Mundial de Ginástica refere-se a vários campeonatos mundiais diferentes para cada uma das disciplinas da ginástica competitiva. A Federação Internacional de Ginástica (FIG) organiza Campeonatos Mundiais para seis disciplinas: ginástica acrobática, ginástica aeróbica, ginástica artística, parkour, ginástica rítmica, além de trampolim e tumbling. A Federação Internacional de Ginástica Estética de Grupo (IFAGG) organiza Campeonatos Mundiais para o esporte de ginástica estética de grupo.

## Lista de campeonatos
| Número             | Disciplina                        | Competição                                              | Primeira edição | Frequência atual                                                    | Maioria de medalhas de ouro        |
| ------------------ | --------------------------------- | ------------------------------------------------------- | --------------- | ------------------------------------------------------------------- | ---------------------------------- |
| Organizador: FIG   |                                   |                                                         |                 |                                                                     |                                    |
| 1                  | Ginástica artística               | Campeonato Mundial de Ginástica Artística               | 1903            | Anualmente Exceto quando os Jogos Olímpicos de Verão são realizados | União Soviética                    |
| 2                  | Ginástica rítmica                 | Campeonato Mundial de Ginástica Rítmica                 | 1963            | Anualmente Exceto quando os Jogos Olímpicos de Verão são realizados | Rússia                             |
| 3                  | Ginástica de Trampolim e Tumbling | Campeonato Mundial de Ginástica de Trampolim e Tumbling | 1964            | Anualmente Exceto quando os Jogos Olímpicos de Verão são realizados | Rússia                             |
| 4                  | Ginástica acrobática              | Campeonato Mundial de Ginástica Acrobática              | 1974            | Anos pares                                                          | União Soviética                    |
| 5                  | Ginástica aeróbica                | Campeonato Mundial de Ginástica Aeróbica                | 1995            | Anos pares                                                          | Roménia                            |
| 6                  | Parkour                           | Campeonato Mundial de Parkour                           | 2022            | Anos pares                                                          | Grécia · México · Suécia · Ucrânia |
| Organizador: IFAGG |                                   |                                                         |                 |                                                                     |                                    |
| 7                  | Ginástica estética de grupo       | Campeonato Mundial de Ginástica Estética de Grupo       | 2000            | Anualmente                                                          | Finlândia                          |

## FIG

### Campeonato Mundial de Ginástica Artística
| Ano  | Edição | Cidade sede     | País               | Eventos (masculino/feminino) | Primeiro no Quadro de Medalhas |
| ---- | ------ | --------------- | ------------------ | ---------------------------- | ------------------------------ |
| 1903 | 1      | Antuérpia       | Bélgica            | 6 / 0                        | França                         |
| 1905 | 2      | Bordéus         | França             | 5 / 0                        | França                         |
| 1907 | 3      | Praga           | Áustria-Hungria    | 5 / 0                        | Boémia                         |
| 1909 | 4      | Luxemburgo      | Luxemburgo         | 5 / 0                        | França                         |
| 1911 | 5      | Turim           | Itália             | 6 / 0                        | Boémia                         |
| 1913 | 6      | Paris           | França             | 6 / 0                        | Itália                         |
| 1922 | 7      | Liubliana       | Iugoslávia         | 6 / 0                        | Iugoslávia                     |
| 1926 | 8      | Lyon            | França             | 6 / 0                        | Tchecoslováquia                |
| 1930 | 9      | Luxemburgo      | Luxemburgo         | 7 / 0                        | Iugoslávia                     |
| 1934 | 10     | Budapeste       | Hungria            | 8 / 2                        | Suíça                          |
| 1938 | 11     | Praga           | Tchecoslováquia    | 8 / 6                        | Tchecoslováquia                |
| 1950 | 12     | Basileia        | Suíça              | 8 / 6                        | Suíça                          |
| 1954 | 13     | Roma            | Itália             | 8 / 6                        | União Soviética                |
| 1958 | 14     | Moscou          | União Soviética    | 8 / 6                        | União Soviética                |
| 1962 | 15     | Praga           | Tchecoslováquia    | 8 / 6                        | União Soviética                |
| 1966 | 16     | Dortmund        | Alemanha Ocidental | 8 / 6                        | União Soviética                |
| 1970 | 17     | Liubliana       | RSF Iugoslávia     | 8 / 6                        | Japão                          |
| 1974 | 18     | Varna           | Bulgária           | 8 / 6                        | União Soviética                |
| 1978 | 19     | Estrasburgo     | França             | 8 / 6                        | União Soviética                |
| 1979 | 20     | Fort Worth      | Estados Unidos     | 8 / 6                        | União Soviética                |
| 1981 | 21     | Moscou          | União Soviética    | 8 / 6                        | União Soviética                |
| 1983 | 22     | Budapeste       | Hungria            | 8 / 6                        | União Soviética                |
| 1985 | 23     | Montreal        | Canadá             | 8 / 6                        | União Soviética                |
| 1987 | 24     | Roterdã         | Países Baixos      | 8 / 6                        | União Soviética                |
| 1989 | 25     | Stuttgart       | Alemanha Ocidental | 8 / 6                        | União Soviética                |
| 1991 | 26     | Indianapolis    | Estados Unidos     | 8 / 6                        | União Soviética                |
| 1992 | 27     | Paris           | França             | 6 / 4                        | CIS                            |
| 1993 | 28     | Birmingham      | Grã-Bretanha       | 7 / 5                        | Bielorrússia                   |
| 1994 | 29     | Brisbane        | Austrália          | 7 / 5                        | Bielorrússia                   |
| 1994 | 30     | Dortmund        | Alemanha           | 1 / 1                        | China · Roménia                |
| 1995 | 31     | Sabae           | Japão              | 8 / 6                        | China                          |
| 1996 | 32     | San Juan        | Porto Rico         | 6 / 4                        | Rússia                         |
| 1997 | 33     | Lausanne        | Suíça              | 8 / 6                        | Roménia                        |
| 1999 | 34     | Tianjin         | China              | 8 / 6                        | Rússia                         |
| 2001 | 35     | Gante           | Bélgica            | 8 / 6                        | Roménia                        |
| 2002 | 36     | Debrecen        | Hungria            | 6 / 4                        | Roménia                        |
| 2003 | 37     | Anaheim         | Estados Unidos     | 8 / 6                        | China                          |
| 2005 | 38     | Melbourne       | Austrália          | 7 / 5                        | Estados Unidos                 |
| 2006 | 39     | Aarhus          | Dinamarca          | 8 / 6                        | China                          |
| 2007 | 40     | Stuttgart       | Alemanha           | 8 / 6                        | China                          |
| 2009 | 41     | Londres         | Grã-Bretanha       | 7 / 5                        | China                          |
| 2010 | 42     | Roterdã         | Países Baixos      | 8 / 6                        | China                          |
| 2011 | 43     | Tóquio          | Japão              | 8 / 6                        | China                          |
| 2013 | 44     | Antuérpia       | Bélgica            | 7 / 5                        | Japão                          |
| 2014 | 45     | Nanning         | China              | 8 / 6                        | Estados Unidos                 |
| 2015 | 46     | Glasgow         | Grã-Bretanha       | 8 / 6                        | Estados Unidos                 |
| 2017 | 47     | Montreal        | Canadá             | 7 / 5                        | China                          |
| 2018 | 48     | Doha            | Catar              | 8 / 6                        | Estados Unidos                 |
| 2019 | 49     | Stuttgart       | Alemanha           | 8 / 6                        | Estados Unidos                 |
| 2021 | 50     | Kitakyushu      | Japão              | 7 / 5                        | China                          |
| 2022 | 51     | Liverpool       | Grã-Bretanha       | 8 / 6                        | Estados Unidos                 |
| 2023 | 52     | Antuérpia       | Bélgica            | 8 / 6                        | Evento futuro                  |
| 2025 | 53     | A ser anunciado | A ser anunciado    | 7 / 5                        | Evento futuro                  |
| 2026 | 54     | Roterdã         | Países Baixos      | 8 / 6                        | Evento futuro                  |

### Campeonato Mundial de Ginástica Rítmica
| Ano  | Edição | Cidade sede  | País               | Eventos (feminino) | Primeiro no Quadro de Medalhas |
| ---- | ------ | ------------ | ------------------ | ------------------ | ------------------------------ |
| 1963 | 1      | Budapeste    | Hungria            | 3                  | União Soviética                |
| 1965 | 2      | Praga        | Tchecoslováquia    | 3                  | Tchecoslováquia                |
| 1967 | 3      | Copenhague   | Dinamarca          | 5                  | União Soviética                |
| 1969 | 4      | Varna        | Bulgária           | 6                  | Bulgária                       |
| 1971 | 5      | Havana       | Cuba               | 6                  | Bulgária                       |
| 1973 | 6      | Roterdã      | Países Baixos      | 6                  | União Soviética                |
| 1975 | 7      | Madrid       | Espanha            | 6                  | Alemanha Ocidental             |
| 1977 | 8      | Basileia     | Suíça              | 6                  | União Soviética                |
| 1979 | 9      | Londres      | Grã-Bretanha       | 6                  | União Soviética                |
| 1981 | 10     | Munique      | Alemanha Ocidental | 6                  | Bulgária                       |
| 1983 | 11     | Estrasburgo  | França             | 6                  | Bulgária                       |
| 1985 | 12     | Valladolid   | Espanha            | 6                  | Bulgária                       |
| 1987 | 13     | Varna        | Bulgária           | 8                  | Bulgária                       |
| 1989 | 14     | Sarajevo     | Iugoslávia         | 9                  | União Soviética                |
| 1991 | 15     | Atenas       | Grécia             | 9                  | União Soviética                |
| 1992 | 16     | Bruxelas     | Bélgica            | 8                  | Rússia                         |
| 1993 | 17     | Alicante     | Espanha            | 7                  | Bulgária                       |
| 1994 | 18     | Paris        | França             | 8                  | Ucrânia                        |
| 1995 | 19     | Viena        | Áustria            | 9                  | Bulgária                       |
| 1996 | 20     | Budapeste    | Hungria            | 7                  | Ucrânia                        |
| 1997 | 21     | Berlin       | Alemanha           | 6                  | Ucrânia                        |
| 1998 | 22     | Sevilha      | Espanha            | 3                  | Bielorrússia                   |
| 1999 | 23     | Osaka        | Japão              | 9                  | Rússia                         |
| 2001 | 24     | Madrid       | Espanha            | 6                  | Ucrânia                        |
| 2002 | 25     | Nova Orleans | Estados Unidos     | 3                  | Rússia                         |
| 2003 | 26     | Budapeste    | Hungria            | 9                  | Rússia                         |
| 2005 | 27     | Baku         | Azerbaijão         | 9                  | Rússia                         |
| 2007 | 28     | Patras       | Grécia             | 9                  | Rússia                         |
| 2009 | 29     | Mie          | Japão              | 9                  | Rússia                         |
| 2010 | 30     | Moscou       | Rússia             | 9                  | Rússia                         |
| 2011 | 31     | Montpellier  | França             | 9                  | Rússia                         |
| 2013 | 32     | Kiev         | Ucrânia            | 8                  | Rússia                         |
| 2014 | 33     | Esmirna      | Turquia            | 9                  | Rússia                         |
| 2015 | 34     | Stuttgart    | Alemanha           | 9                  | Rússia                         |
| 2017 | 35     | Pesaro       | Itália             | 8                  | Rússia                         |
| 2018 | 36     | Sófia        | Bulgária           | 9                  | Rússia                         |
| 2019 | 37     | Baku         | Azerbaijão         | 9                  | Rússia                         |
| 2021 | 38     | Kitakyushu   | Japão              | 9                  | Federação Russa de Ginástica   |
| 2022 | 39     | Sófia        | Bulgária           | 9                  | Itália                         |
| 2023 | 40     | Valência     | Espanha            | 9                  | Evento futuro                  |

### Campeonato Mundial de Ginástica de Trampolim e Tumbling
| Ano  | Edição | Cidade sede     | País               | Eventos (masculino/feminino/misto) | Primeiro no Quadro de Medalhas |
| ---- | ------ | --------------- | ------------------ | ---------------------------------- | ------------------------------ |
| 1964 | 1      | Londres         | Grã-Bretanha       | 1 / 1 / 0                          | Estados Unidos                 |
| 1965 | 2      | Londres         | Grã-Bretanha       | 2 / 2 / 1                          | Estados Unidos                 |
| 1966 | 3      | Lafayette       | Estados Unidos     | 3 / 3 / 0                          | Estados Unidos                 |
| 1967 | 4      | Londres         | Grã-Bretanha       | 2 / 2 / 0                          | Estados Unidos                 |
| 1968 | 5      | Amersfoort      | Países Baixos      | 2 / 2 / 0                          | Estados Unidos                 |
| 1970 | 6      | Berna           | Suíça              | 2 / 2 / 0                          | Estados Unidos                 |
| 1972 | 7      | Stuttgart       | Alemanha Ocidental | 2 / 2 / 0                          | Estados Unidos                 |
| 1974 | 8      | Joanesburgo     | África do Sul      | 2 / 2 / 0                          | Estados Unidos                 |
| 1976 | 9      | Tulsa           | Estados Unidos     | 4 / 4 / 0                          | Estados Unidos                 |
| 1978 | 10     | Newcastle       | Austrália          | 4 / 4 / 0                          | Estados Unidos                 |
| 1980 | 11     | Briga           | Suíça              | 4 / 4 / 0                          | Estados Unidos                 |
| 1982 | 12     | Bozeman         | Estados Unidos     | 7 / 7 / 0                          | Estados Unidos                 |
| 1984 | 13     | Osaka           | Japão              | 7 / 7 / 0                          | Estados Unidos                 |
| 1986 | 14     | Paris           | França             | 7 / 7 / 0                          | União Soviética                |
| 1988 | 15     | Birmingham      | Estados Unidos     | 7 / 7 / 0                          | União Soviética                |
| 1990 | 16     | Essen           | Alemanha Ocidental | 7 / 7 / 0                          | União Soviética                |
| 1992 | 17     | Auckland        | Nova Zelândia      | 7 / 7 / 0                          | Rússia                         |
| 1994 | 18     | Porto           | Portugal           | 7 / 7 / 0                          | Rússia                         |
| 1996 | 19     | Vancouver       | Canadá             | 7 / 7 / 0                          | Estados Unidos                 |
| 1998 | 20     | Sydney          | Austrália          | 7 / 7 / 0                          | Rússia                         |
| 1999 | 21     | Sun City        | África do Sul      | 7 / 7 / 0                          | Rússia                         |
| 2001 | 22     | Odense          | Dinamarca          | 7 / 7 / 0                          | Rússia                         |
| 2003 | 23     | Hanôver         | Alemanha           | 7 / 7 / 0                          | Rússia                         |
| 2005 | 24     | Eindhoven       | Países Baixos      | 7 / 7 / 0                          | Rússia                         |
| 2007 | 25     | Quebec          | Canadá             | 7 / 7 / 0                          | Rússia                         |
| 2009 | 26     | São Petersburgo | Rússia             | 7 / 7 / 0                          | China                          |
| 2010 | 27     | Metz            | França             | 4 / 4 / 0                          | China                          |
| 2011 | 28     | Birmingham      | Grã-Bretanha       | 7 / 7 / 0                          | China                          |
| 2013 | 29     | Sófia           | Bulgária           | 7 / 7 / 0                          | China                          |
| 2014 | 30     | Daytona Beach   | Estados Unidos     | 4 / 4 / 0                          | China                          |
| 2015 | 31     | Odense          | Dinamarca          | 7 / 7 / 0                          | China                          |
| 2017 | 32     | Sófia           | Bulgária           | 7 / 7 / 0                          | China                          |
| 2018 | 33     | São Petersburgo | Rússia             | 4 / 4 / 1                          | China                          |
| 2019 | 34     | Tóquio          | Japão              | 7 / 7 / 1                          | Rússia                         |
| 2021 | 35     | Baku            | Azerbaijão         | 7 / 7 / 1                          | Federação Russa de Ginástica   |
| 2022 | 36     | Sófia           | Bulgária           | 4 / 4 / 1                          | Evento futuro                  |
| 2023 | 37     | Birmingham      | Grã-Bretanha       | 7 / 7 / 1                          | Evento futuro                  |

### Campeonato Mundial de Ginástica Acrobática
| Ano  | Edição | Cidade sede      | País               | Eventos (masculino/feminino/misto) | Primeiro no Quadro de medalhas |
| ---- | ------ | ---------------- | ------------------ | ---------------------------------- | ------------------------------ |
| 1974 | 1      | Moscou           | União Soviética    | 9 / 9 / 3                          | União Soviética                |
| 1976 | 2      | Saarbrücken      | Alemanha Ocidental | 12 / 12 / 3                        | União Soviética                |
| 1978 | 3      | Sófia            | Bulgária           | 9 / 9 / 3                          | União Soviética                |
| 1980 | 4      | Posnânia         | Polônia            | 9 / 9 / 3                          | União Soviética                |
| 1982 | 5      | Londres          | Grã-Bretanha       | 9 / 9 / 3                          | União Soviética                |
| 1984 | 6      | Sófia            | Bulgária           | 9 / 9 / 3                          | União Soviética                |
| 1986 | 7      | Rennes           | França             | 9 / 9 / 3                          | União Soviética                |
| 1988 | 8      | Antuérpia        | Bélgica            | 9 / 9 / 3                          | Bulgária                       |
| 1990 | 9      | Augsburgo        | Alemanha Ocidental | 9 / 9 / 3                          | União Soviética                |
| 1992 | 10     | Rennes           | França             | 9 / 9 / 3                          | Rússia                         |
| 1994 | 11     | Pequim           | China              | 9 / 9 / 3                          | China                          |
| 1995 | 12     | Breslávia        | Polônia            | 9 / 9 / 3                          | Rússia                         |
| 1996 | 13     | Riesa            | Alemanha           | 9 / 9 / 3                          | China                          |
| 1997 | 14     | Manchester       | Grã-Bretanha       | 9 / 9 / 3                          | Rússia                         |
| 1998 | 15     | Minsk            | Bielorrússia       | 9 / 9 / 3                          | Rússia                         |
| 1999 | 16     | Gante            | Bélgica            | 6 / 6 / 3                          | Rússia                         |
| 2000 | 17     | Breslávia        | Polônia            | 6 / 6 / 3                          | Rússia                         |
| 2002 | 18     | Riesa            | Alemanha           | 2 / 2 / 1                          | Rússia                         |
| 2004 | 19     | Liévin           | França             | 2 / 2 / 1                          | Rússia                         |
| 2006 | 20     | Coimbra          | Portugal           | 2 / 2 / 1                          | Rússia                         |
| 2008 | 21     | Glasgow          | Grã-Bretanha       | 2 / 2 / 1                          | Rússia                         |
| 2010 | 22     | Breslávia        | Polônia            | 2 / 2 / 1                          | Grã-Bretanha                   |
| 2012 | 23     | Lake Buena Vista | Estados Unidos     | 2 / 2 / 1                          | Rússia                         |
| 2014 | 24     | Levallois-Perret | França             | 2 / 2 / 1                          | Rússia                         |
| 2016 | 25     | Putian           | China              | 2 / 2 / 2                          | Rússia                         |
| 2018 | 26     | Antuérpia        | Bélgica            | 2 / 2 / 2                          | Rússia                         |
| 2021 | 27     | Genebra          | Suíça              | 2 / 2 / 2                          | Federação Russa de Ginástica   |
| 2022 | 28     | Baku             | Azerbaijão         | 6 / 6 / 4                          | Bélgica                        |
| 2024 | 29     | Holon            | Israel             | 6 / 6 / 4                          | Evento futuro                  |

### Campeonato Mundial de Ginástica Aeróbica
| Ano  | Edição | Cidade sede | País          | Eventos (masculino/feminino/misto) | Primeiro no Quadro de Medalhas |
| ---- | ------ | ----------- | ------------- | ---------------------------------- | ------------------------------ |
| 1995 | 1      | Paris       | França        | 1 / 1 / 2                          | Brasil                         |
| 1996 | 2      | Haia        | Países Baixos | 1 / 1 / 2                          | Brasil                         |
| 1997 | 3      | Perth       | Austrália     | 1 / 1 / 2                          | Bulgária                       |
| 1998 | 4      | Catânia     | Itália        | 1 / 1 / 2                          | Rússia                         |
| 1999 | 5      | Hanôver     | Alemanha      | 1 / 1 / 2                          | Coreia do Sul                  |
| 2000 | 6      | Riesa       | Alemanha      | 1 / 1 / 2                          | Roménia                        |
| 2002 | 7      | Klaipėda    | Lituânia      | 1 / 1 / 3                          | Espanha                        |
| 2004 | 8      | Sófia       | Bulgária      | 1 / 1 / 3                          | Roménia                        |
| 2006 | 9      | Nanquim     | China         | 1 / 1 / 3                          | China                          |
| 2008 | 10     | Ulm         | Alemanha      | 1 / 1 / 3                          | Roménia                        |
| 2010 | 11     | Rodez       | França        | 1 / 1 / 4                          | Roménia                        |
| 2012 | 12     | Sófia       | Bulgária      | 1 / 1 / 6                          | China                          |
| 2014 | 13     | Cancún      | México        | 1 / 1 / 6                          | Roménia                        |
| 2016 | 14     | Incheon     | Coreia do Sul | 1 / 1 / 6                          | China                          |
| 2018 | 15     | Guimarães   | Portugal      | 1 / 1 / 6                          | Rússia                         |
| 2021 | 16     | Baku        | Azerbaijão    | 1 / 1 / 6                          | Federação Russa de Ginástica   |
| 2022 | 17     | Guimarães   | Portugal      | 1 / 1 / 6                          | Hungria                        |

### Campeonato Mundial de Parkour
| Ano  | Edição | Cidade sede | País  | Eventos (masculino/feminino) | Primeiro no Quadro de Medalhas     |
| ---- | ------ | ----------- | ----- | ---------------------------- | ---------------------------------- |
| 2022 | 1      | Tóquio      | Japão | 2 / 2                        | Grécia · México · Suécia · Ucrânia |

## IFAGG

### Campeonato Mundial de Ginástica Estética de Grupo
| Ano  | Edição | Cidade sede | País             | Eventos (feminino) | Primeiro no Quadro de Medalhas |
| ---- | ------ | ----------- | ---------------- | ------------------ | ------------------------------ |
| 2000 | 1      | Helsinque   | Finlândia        | 1                  | Finlândia                      |
| 2001 | 2      | Tallinn     | Estônia          | 1                  | Estônia                        |
| 2002 | 3      | Praga       | República Tcheca | 1                  | Finlândia                      |
| 2003 | 4      | Graz        | Áustria          | 1                  | Finlândia                      |
| 2004 | 5      | Sófia       | Bulgária         | 1                  | Finlândia                      |
| 2005 | 6      | Copenhague  | Dinamarca        | 1                  | Rússia                         |
| 2006 | 7      | Tampere     | Finlândia        | 1                  | Finlândia                      |
| 2007 | 8      | Salou       | Espanha          | 1                  | Estônia                        |
| 2008 | 9      | Toronto     | Canadá           | 1                  | Finlândia                      |
| 2009 | 10     | Moscou      | Rússia           | 1                  | Finlândia                      |
| 2010 | 11     | Varna       | Bulgária         | 1                  | Finlândia                      |
| 2011 | 12     | Tartu       | Estônia          | 1                  | Rússia                         |
| 2012 | 13     | Cartagena   | Espanha          | 1                  | Rússia                         |
| 2013 | 14     | Lahti       | Finlândia        | 1                  | Rússia                         |
| 2014 | 15     | Moscou      | Rússia           | 1                  | Rússia                         |
| 2015 | 16     | Tórshavn    | Dinamarca        | 1                  | Finlândia                      |
| 2016 | 17     | Brno        | República Tcheca | 1                  | Rússia                         |
| 2017 | 18     | Helsinque   | Finlândia        | 1                  | Finlândia                      |
| 2018 | 19     | Budapeste   | Hungria          | 1                  | Rússia                         |
| 2019 | 20     | Cartagena   | Espanha          | 1                  | Rússia                         |
| 2021 | 21     | Helsinque   | Finlândia        | 1                  | Finlândia                      |
| 2022 | 22     | Graz        | Áustria          | 1                  | Evento futuro                  |
| 2023 | 23     | Astana      | Cazaquistão      | 1                  | Evento futuro                  |

## Quadro de medalhas de todos os tempos (Disciplinas da FIG)
Última atualização em 7 de novembro de 2022. Próximos campeonatos: Campeonato Mundial de Ginástica de Trampolim de 2022, 16 a 19 de novembro de 2022.
|      |                                                                                        | Acrobática  | Acrobática | Acrobática | Aeróbica | Aeróbica | Aeróbica | Artística  | Artística | Artística | Parkour | Parkour | Parkour | Rítmica    | Rítmica   | Rítmica   | Trampolim | Trampolim | Trampolim | Combinado | Combinado | Combinado | Combinado |
| Pos. | Nação                                                                                  | 1           | 2          | 3          | 1        | 2        | 3        | 1          | 2         | 3         | 1       | 2       | 3       | 1          | 2         | 3         | 1         | 2         | 3         | 1         | 2         | 3         | Total     |
| ---- | -------------------------------------------------------------------------------------- | ----------- | ---------- | ---------- | -------- | -------- | -------- | ---------- | --------- | --------- | ------- | ------- | ------- | ---------- | --------- | --------- | --------- | --------- | --------- | --------- | --------- | --------- | --------- |
| 1    | Rússia · União Soviética (1954–1991) · CEI (1992) · RGF (2021)                         | 105 146 0 5 | 53 51 0 0  | 25 10 0 1  | 9 0 2    | 6 0 2    | 12 0 2   | 36 111 5 1 | 43 86 3 1 | 36 59 5 2 | 0 0 0   | 0 0 0   | 0 0 0   | 113 50 0 7 | 57 43 0 4 | 35 27 0 2 | 76 25 0 5 | 42 13 0 1 | 43 9 0 3  | 696       | 405       | 271       | 1,372     |
| 2    | China                                                                                  | 76          | 68         | 73         | 12       | 12       | 10       | 90         | 57        | 46        | 0       | 1       | 0       | 0          | 1         | 2         | 53        | 30        | 9         | 231       | 170       | 140       | 541       |
| 3    | Estados Unidos                                                                         | 5           | 10         | 24         | 0        | 0        | 0        | 62         | 52        | 43        | 0       | 0       | 0       | 0          | 0         | 0         | 71        | 67        | 51        | 138       | 129       | 118       | 385       |
| 4    | Bulgária                                                                               | 57          | 80         | 79         | 3        | 6        | 1        | 5          | 6         | 13        | 0       | 0       | 0       | 69         | 59        | 53        | 1         | 2         | 2         | 135       | 153       | 148       | 436       |
| 5    | Japão                                                                                  | 0           | 0          | 0          | 6        | 2        | 0        | 52         | 58        | 71        | 0       | 1       | 0       | 2          | 5         | 6         | 10        | 9         | 9         | 70        | 75        | 86        | 231       |
| 6    | Roménia                                                                                | 0           | 0          | 0          | 18       | 20       | 21       | 48         | 45        | 42        | 0       | 0       | 0       | 0          | 0         | 1         | 0         | 0         | 0         | 66        | 65        | 64        | 195       |
| 7    | Ucrânia                                                                                | 23          | 33         | 43         | 1        | 2        | 1        | 7          | 12        | 18        | 1       | 0       | 0       | 25         | 28        | 38        | 7         | 12        | 12        | 64        | 87        | 112       | 263       |
| 8    | Alemanha (e Alemanha Ocidental) · Alemanha Oriental (1950–1990)                        | 6 0         | 2 0        | 23 0       | 0 0      | 0 0      | 0 0      | 8 17       | 16 13     | 17 29     | 0 0     | 0 0     | 0 0     | 6 0        | 8 1       | 1 3       | 19 0      | 33 0      | 35 0      | 56        | 73        | 108       | 237       |
| 9    | França                                                                                 | 3           | 5          | 3          | 5        | 14       | 10       | 25         | 30        | 26        | 0       | 0       | 1       | 0          | 0         | 2         | 20        | 24        | 28        | 53        | 73        | 71        | 197       |
| 10   | Chéquia · Boémia (1907–1913) · Tchecoslováquia (1922–1992)                             | 0 0 0       | 0 0 0      | 0 0 0      | 0 0 0    | 0 0 0    | 0 0 0    | 0 10 34    | 0 8 29    | 0 10 20   | 0 0 0   | 0 0 0   | 1 0 0   | 0 0 4      | 0 0 5     | 0 0 8     | 0 0 0     | 0 0 0     | 0 0 0     | 48        | 42        | 39        | 129       |
| 11   | Grã-Bretanha · Inglaterra (1964–1965) · País de Gales (1965) · Escócia (1982)          | 15 0 0      | 19 0 0     | 30 0 0     | 0 0 0    | 0 0 0    | 0 0 0    | 9 0 0      | 12 0 0    | 12 0 0    | 0 0 0   | 0 0 0   | 0 0 0   | 0 0 0      | 0 0 0     | 0 0 0     | 21 0 0    | 34 2 0 1  | 30 3 1 0  | 45        | 68        | 76        | 189       |
| 12   | Bielorrússia                                                                           | 3           | 11         | 23         | 0        | 0        | 0        | 14         | 7         | 11        | 0       | 0       | 0       | 10         | 28        | 41        | 11        | 21        | 19        | 38        | 67        | 94        | 199       |
| 13   | Itália                                                                                 | 0           | 0          | 0          | 3        | 5        | 7        | 15         | 12        | 29        | 0       | 1       | 1       | 16         | 21        | 12        | 0         | 0         | 0         | 34        | 39        | 49        | 122       |
| 14   | Espanha                                                                                | 0           | 0          | 0          | 12       | 3        | 2        | 3          | 3         | 2         | 0       | 1       | 0       | 7          | 11        | 21        | 0         | 2         | 4         | 22        | 20        | 29        | 71        |
| 15   | Polónia                                                                                | 15          | 48         | 69         | 0        | 0        | 0        | 5          | 2         | 9         | 0       | 0       | 0       | 0          | 0         | 0         | 1         | 5         | 12        | 21        | 55        | 90        | 166       |
|      |                                                                                        | Acrobática  | Acrobática | Acrobática | Aeróbica | Aeróbica | Aeróbica | Artística  | Artística | Artística | Parkour | Parkour | Parkour | Rítmica    | Rítmica   | Rítmica   | Trampolim | Trampolim | Trampolim | Combinado | Combinado | Combinado | Combinado |
| Pos. | Nação                                                                                  | 1           | 2          | 3          | 1        | 2        | 3        | 1          | 2         | 3         | 1       | 2       | 3       | 1          | 2         | 3         | 1         | 2         | 3         | 1         | 2         | 3         | Total     |
| 16   | Suíça                                                                                  | 0           | 0          | 0          | 0        | 0        | 0        | 19         | 16        | 15        | 0       | 0       | 0       | 0          | 0         | 0         | 2         | 4         | 5         | 21        | 20        | 20        | 61        |
| 17   | Brasil                                                                                 | 0           | 0          | 0          | 9        | 4        | 4        | 7          | 6         | 6         | 0       | 0       | 0       | 0          | 0         | 0         | 2         | 1         | 2         | 18        | 11        | 12        | 41        |
| 18   | Canadá                                                                                 | 0           | 0          | 0          | 0        | 0        | 0        | 0          | 7         | 6         | 0       | 0       | 0       | 0          | 0         | 0         | 17        | 26        | 34        | 17        | 33        | 40        | 90        |
| 19   | Austrália                                                                              | 0           | 1          | 0          | 1        | 2        | 2        | 2          | 4         | 4         | 0       | 0       | 0       | 0          | 0         | 0         | 14        | 16        | 20        | 17        | 23        | 26        | 66        |
| 20   | Sérvia · Áustria-Hungria (1909–1913) · Iugoslávia (1922–1938) · Iugoslávia (1950–1992) | 0 0 0 0     | 0 0 0 1    | 0 0 5      | 0 0 0 0  | 0 0 0 0  | 0 0 0 0  | 0 0 13 4   | 0 1 10 1  | 0 1 6 2   | 0 0 0   | 0 0 0   | 0 0 0   | 0 0 0      | 0 0 0     | 0 0 0     | 0 0 0     | 0 0 0     | 0 0 0     | 17        | 13        | 14        | 44        |
| 21   | Coreia do Sul                                                                          | 0           | 0          | 0          | 10       | 6        | 6        | 6          | 2         | 3         | 0       | 0       | 0       | 0          | 0         | 1         | 0         | 0         | 0         | 16        | 8         | 10        | 34        |
| 22   | Hungria                                                                                | 0           | 1          | 6          | 4        | 9        | 7        | 11         | 15        | 8         | 0       | 0       | 0       | 0          | 0         | 1         | 0         | 0         | 0         | 15        | 25        | 22        | 62        |
| 23   | Portugal                                                                               | 4           | 4          | 1          | 0        | 0        | 0        | 0          | 0         | 0         | 0       | 0       | 0       | 0          | 0         | 0         | 11        | 10        | 12        | 15        | 14        | 13        | 42        |
| 24   | Bélgica                                                                                | 9           | 9          | 5          | 0        | 0        | 0        | 2          | 4         | 6         | 0       | 0       | 0       | 0          | 0         | 0         | 0         | 3         | 4         | 11        | 16        | 15        | 42        |
| 25   | Grécia                                                                                 | 0           | 0          | 0          | 0        | 0        | 0        | 7          | 2         | 2         | 1       | 0       | 0       | 3          | 1         | 2         | 0         | 0         | 0         | 11        | 3         | 4         | 18        |
| 26   | Coreia do Norte                                                                        | 0           | 2          | 1          | 0        | 0        | 0        | 8          | 3         | 3         | 0       | 0       | 0       | 1          | 2         | 4         | 0         | 0         | 0         | 9         | 7         | 8         | 24        |
| 27   | Nova Zelândia                                                                          | 0           | 0          | 0          | 1        | 0        | 2        | 0          | 0         | 0         | 0       | 0       | 0       | 0          | 0         | 0         | 7         | 5         | 1         | 8         | 5         | 3         | 16        |
| 28   | Suécia                                                                                 | 0           | 0          | 0          | 0        | 0        | 2        | 3          | 1         | 2         | 1       | 0       | 0       | 0          | 0         | 0         | 3         | 1         | 2         | 7         | 2         | 6         | 15        |
| 29   | Países Baixos                                                                          | 0           | 0          | 0          | 0        | 0        | 0        | 5          | 8         | 3         | 0       | 0       | 1       | 0          | 0         | 0         | 1         | 2         | 3         | 6         | 10        | 7         | 23        |
| 30   | África do Sul                                                                          | 0           | 1          | 0          | 0        | 0        | 0        | 0          | 0         | 0         | 0       | 0       | 0       | 0          | 0         | 0         | 3         | 8         | 17        | 3         | 9         | 17        | 29        |
| 31   | Eslovênia                                                                              | 0           | 0          | 0          | 0        | 0        | 0        | 3          | 4         | 0         | 0       | 0       | 0       | 0          | 0         | 1         | 0         | 0         | 0         | 3         | 4         | 1         | 8         |
| 32   | Turquia                                                                                | 0           | 0          | 0          | 1        | 1        | 0        | 2          | 1         | 0         | 0       | 0       | 0       | 0          | 0         | 0         | 0         | 0         | 0         | 3         | 2         | 0         | 5         |
| 33   | Cazaquistão                                                                            | 1           | 5          | 4          | 0        | 0        | 0        | 1          | 0         | 0         | 0       | 0       | 0       | 0          | 0         | 0         | 0         | 0         | 0         | 2         | 5         | 4         | 11        |
| 34   | Finlândia                                                                              | 0           | 0          | 0          | 0        | 0        | 1        | 2          | 5         | 2         | 0       | 0       | 0       | 0          | 0         | 0         | 0         | 0         | 0         | 2         | 5         | 3         | 10        |
| 35   | Filipinas                                                                              | 0           | 0          | 0          | 0        | 0        | 0        | 2          | 2         | 2         | 0       | 0       | 0       | 0          | 0         | 0         | 0         | 0         | 0         | 2         | 2         | 2         | 6         |
|      |                                                                                        | Acrobática  | Acrobática | Acrobática | Aeróbica | Aeróbica | Aeróbica | Artística  | Artística | Artística | Parkour | Parkour | Parkour | Rítmica    | Rítmica   | Rítmica   | Trampolim | Trampolim | Trampolim | Combinado | Combinado | Combinado | Combinado |
| Pos. | Nação                                                                                  | 1           | 2          | 3          | 1        | 2        | 3        | 1          | 2         | 3         | 1       | 2       | 3       | 1          | 2         | 3         | 1         | 2         | 3         | 1         | 2         | 3         | Total     |
| 36   | México                                                                                 | 0           | 0          | 0          | 1        | 0        | 2        | 0          | 1         | 1         | 1       | 0       | 0       | 0          | 0         | 0         | 0         | 0         | 1         | 2         | 1         | 4         | 7         |
| 37   | Áustria                                                                                | 0           | 0          | 1          | 1        | 0        | 1        | 1          | 1         | 1         | 0       | 0       | 0       | 0          | 0         | 0         | 0         | 0         | 0         | 2         | 1         | 3         | 6         |
| 38   | Israel                                                                                 | 1           | 4          | 4          | 0        | 0        | 0        | 0          | 2         | 3         | 0       | 0       | 0       | 0          | 9         | 7         | 0         | 0         | 0         | 1         | 15        | 14        | 30        |
| 39   | Azerbaijão                                                                             | 0           | 2          | 4          | 1        | 0        | 0        | 0          | 0         | 1         | 0       | 0       | 0       | 0          | 1         | 8         | 0         | 1         | 0         | 1         | 4         | 13        | 18        |
| 40   | Uzbequistão                                                                            | 0           | 0          | 0          | 0        | 0        | 0        | 1          | 2         | 3         | 0       | 0       | 0       | 0          | 0         | 0         | 0         | 0         | 1         | 1         | 2         | 4         | 7         |
| 41   | Croácia                                                                                | 0           | 0          | 0          | 0        | 0        | 0        | 1          | 2         | 1         | 0       | 0       | 0       | 0          | 0         | 0         | 0         | 0         | 0         | 1         | 2         | 1         | 4         |
| 42   | Luxemburgo                                                                             | 0           | 0          | 0          | 0        | 0        | 0        | 1          | 0         | 4         | 0       | 0       | 0       | 0          | 0         | 0         | 0         | 0         | 0         | 1         | 0         | 4         | 5         |
| 43   | Vietname                                                                               | 0           | 0          | 0          | 1        | 0        | 2        | 0          | 0         | 1         | 0       | 0       | 0       | 0          | 0         | 0         | 0         | 0         | 0         | 1         | 0         | 3         | 4         |
| 44   | Armênia                                                                                | 0           | 0          | 0          | 0        | 0        | 0        | 1          | 0         | 2         | 0       | 0       | 0       | 0          | 0         | 0         | 0         | 0         | 0         | 1         | 0         | 2         | 3         |
| 45   | Irlanda                                                                                | 0           | 0          | 0          | 0        | 0        | 0        | 1          | 0         | 1         | 0       | 0       | 0       | 0          | 0         | 0         | 0         | 0         | 0         | 1         | 0         | 1         | 2         |
| 46   | Dinamarca                                                                              | 0           | 0          | 0          | 0        | 0        | 0        | 0          | 0         | 0         | 0       | 0       | 0       | 0          | 0         | 0         | 0         | 2         | 4         | 0         | 2         | 4         | 6         |
| 47   | Cuba                                                                                   | 0           | 0          | 0          | 0        | 0        | 0        | 0          | 2         | 3         | 0       | 0       | 0       | 0          | 0         | 0         | 0         | 0         | 0         | 0         | 2         | 3         | 5         |
| 48   | Taipé Chinesa                                                                          | 0           | 0          | 0          | 0        | 0        | 0        | 0          | 2         | 1         | 0       | 0       | 0       | 0          | 0         | 0         | 0         | 0         | 0         | 0         | 2         | 1         | 3         |
| 48   | Letônia                                                                                | 0           | 0          | 0          | 0        | 0        | 0        | 0          | 2         | 1         | 0       | 0       | 0       | 0          | 0         | 0         | 0         | 0         | 0         | 0         | 2         | 1         | 3         |
| 50   | Lituânia                                                                               | 0           | 1          | 3          | 0        | 0        | 0        | 0          | 0         | 0         | 0       | 0       | 0       | 0          | 0         | 0         | 0         | 0         | 0         | 0         | 1         | 3         | 4         |
| 51   | Argentina                                                                              | 0           | 0          | 0          | 0        | 0        | 0        | 0          | 0         | 0         | 0       | 0       | 0       | 0          | 0         | 0         | 0         | 1         | 1         | 0         | 1         | 1         | 2         |
| 52   | Jordânia                                                                               | 0           | 0          | 0          | 0        | 0        | 0        | 0          | 1         | 0         | 0       | 0       | 0       | 0          | 0         | 0         | 0         | 0         | 0         | 0         | 1         | 0         | 1         |
| 53   | Mongólia                                                                               | 0           | 0          | 0          | 0        | 0        | 2        | 0          | 0         | 0         | 0       | 0       | 0       | 0          | 0         | 0         | 0         | 0         | 0         | 0         | 0         | 2         | 2         |
| 54   | Chile                                                                                  | 0           | 0          | 0          | 0        | 0        | 1        | 0          | 0         | 0         | 0       | 0       | 0       | 0          | 0         | 0         | 0         | 0         | 0         | 0         | 0         | 1         | 1         |
| 54   | Islândia                                                                               | 0           | 0          | 0          | 0        | 0        | 1        | 0          | 0         | 0         | 0       | 0       | 0       | 0          | 0         | 0         | 0         | 0         | 0         | 0         | 0         | 1         | 1         |
| 54   | Porto Rico                                                                             | 0           | 0          | 0          | 0        | 0        | 0        | 0          | 0         | 1         | 0       | 0       | 0       | 0          | 0         | 0         | 0         | 0         | 0         | 0         | 0         | 1         | 1         |
| 54   | Eslováquia                                                                             | 0           | 0          | 0          | 0        | 0        | 0        | 0          | 0         | 0         | 0       | 0       | 0       | 0          | 0         | 0         | 0         | 0         | 1         | 0         | 0         | 1         | 1         |
| –    | Atleta independente(1)                                                                 | 0           | 0          | 0          | 0        | 0        | 0        | 0          | 0         | 1         | 0       | 0       | 0       | 0          | 0         | 0         | 0         | 0         | 0         | 0         | 0         | 1         | 1         |

Notes
(1) No Campeonato Mundial de Ginástica Artística de 1993, Valery Belenky conquistou uma medalha de bronze competindo como atleta independente (UNA). Mais tarde, documentos oficiais da Federação Internacional de Ginástica creditam sua medalha como uma medalha para a Alemanha.